# Dior et moi
Pour plus de détails, voir Fiche technique et Distribution.
Dior et moi est un documentaire français réalisé par Frédéric Tcheng, sorti en 2014.

## Synopsis
Un documentaire sur le travail du grand couturier Raf Simons au sein de la maison Christian Dior.

## Fiche technique
- Titre : Dior et moi
- Réalisation : Frédéric Tcheng
- Scénario : Frédéric Tcheng
- Musique : Kim Ha-yang
- Photographie : Gilles Piquard et Frédéric Tcheng
- Montage : Julio Perez IV et Frédéric Tcheng
- Production : Guillaume de Roquemaurel
- Société de production : CIM Productions
- Société de distribution : Dissidenz Films (France)
- Pays :  France
- Genre : documentaire
- Durée : 90 minutes
- Dates de sortie : 
  -  États-Unis : 17 avril 2014 (festival du film de Tribeca)
  -  France : 8 juillet 2015

## Accueil
Le film a reçu un accueil favorable de la critique. Il obtient un score moyen de 70 % sur Metacritic.